# Caixa de esquadria

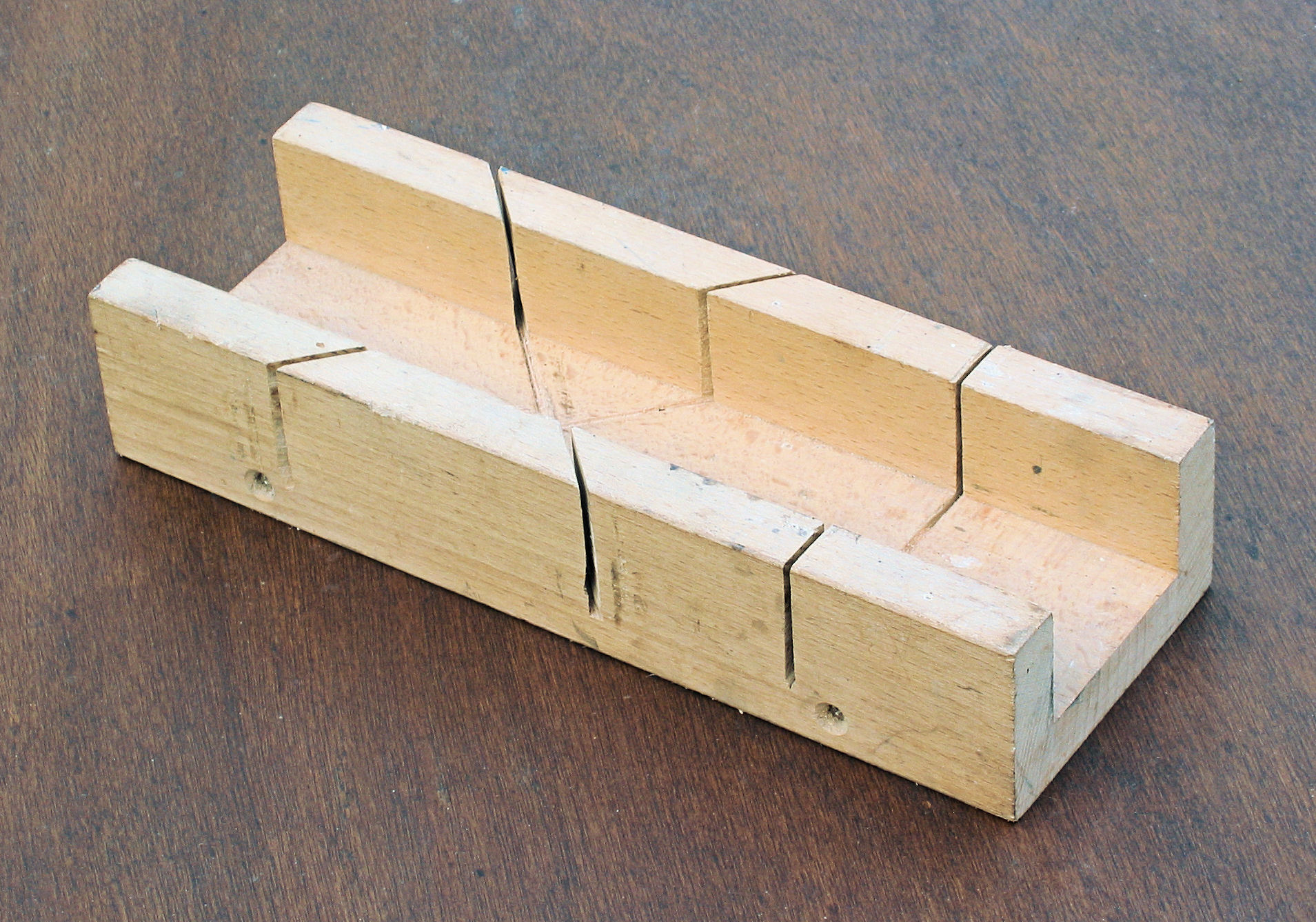
Caixa de esquadria em madeira.

Uma caixa de esquadria é uma ferramenta de carpintaria usada para orientar um serrote de modo a obter cortes com ângulos de valores predeterminados em peças de madeira.
A forma mais comum é a que tem três faces, aberta em cima e nas extremidades. É fabricada com dimensões suficientes para poder acomodar a largura dos elementos a serem cortados. As ranhuras nas faces indicam ângulos precisos, normalmente de 45 e 90º, que servem como guia de corte.